# Municipio de Bath (Dakota del Sur)
El municipio de Bath (en inglés: Bath Township) es un municipio ubicado en el condado de Brown en el estado estadounidense de Dakota del Sur. En el año 2010 tenía una población de 735 habitantes y una densidad poblacional de 6,79 personas por km².

## Geografía
El municipio de Bath se encuentra ubicado en las coordenadas 45°27′33″N 98°20′41″O / 45.45917, -98.34472. Según la Oficina del Censo de los Estados Unidos, el municipio tiene una superficie total de 108.27 km², de la cual 108,26 km² corresponden a tierra firme y (0,01 %) 0,01 km² es agua.

## Demografía
Según el censo de 2010, había 735 personas residiendo en el municipio de Bath. La densidad de población era de 6,79 hab./km². De los 735 habitantes, el municipio de Bath estaba compuesto por el 97,01 % blancos, el 0,27 % eran afroamericanos, el 1,63 % eran amerindios y el 1,09 % eran de una mezcla de razas. Del total de la población el 0,27 % eran hispanos o latinos de cualquier raza.